# Beckenried
Beckenried is een gemeente in het Zwitserse kanton Nidwalden.
De plaats Beckenried ligt op 435 meter hoogte aan de oever van het Vierwoudstedenmeer. De gemeente telt 2893 inwoners (eind 2003) en heeft een oppervlakte van 3295 hectare. Ze strekt zich uit tussen het Vierwoudstedenmeer in het noorden en de Klewenalp in het zuiden. Op de Klewenalp bevindt zich tevens een skigebied.

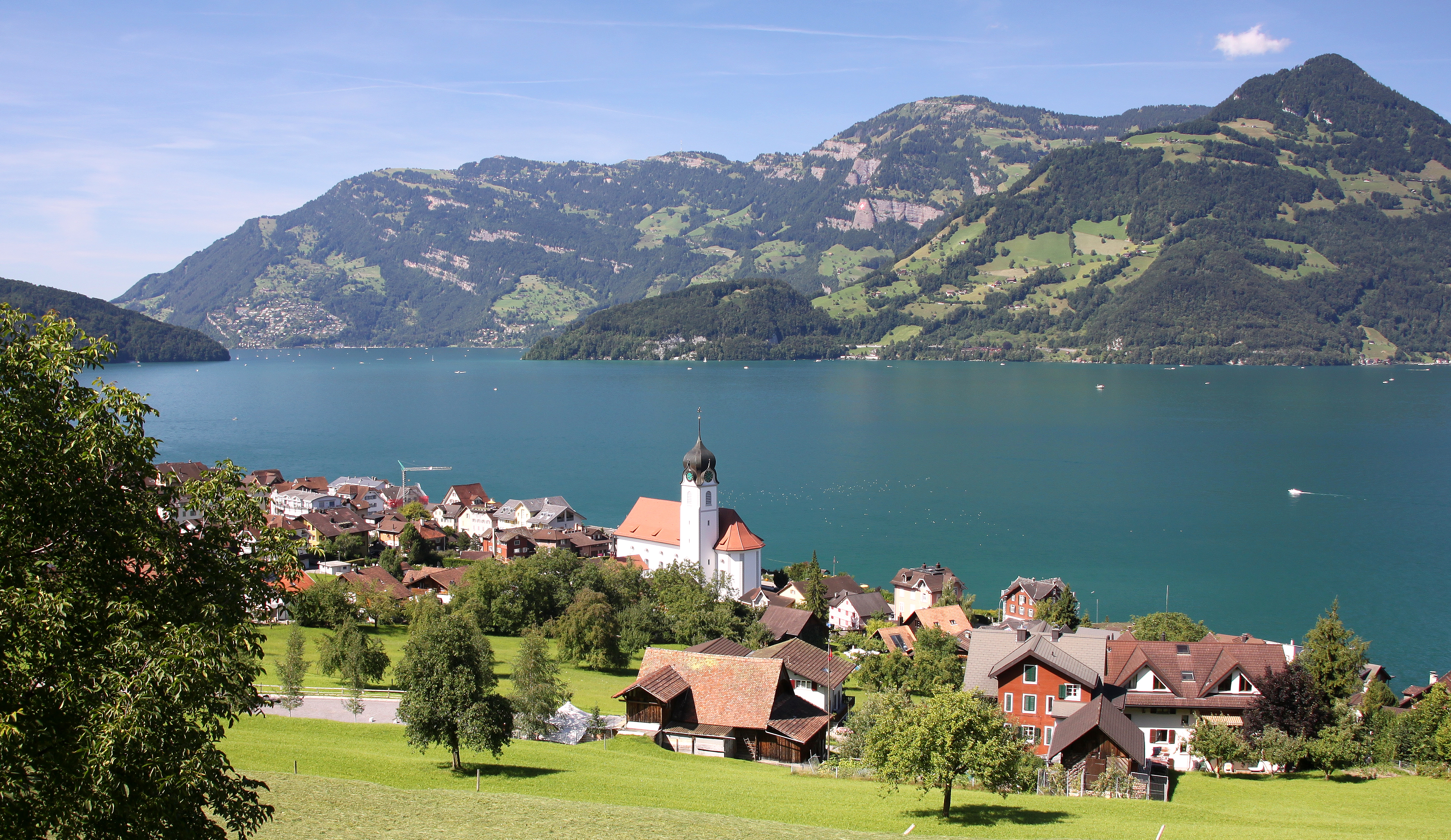

## Overleden
- Lina Stadlin-Graf (1872-1954), juriste en redactrice